# Romeïta
La romeïta és un mineral intermedi de la sèrie de solució sòlida que formen l'oxiplumboromeïta i la fluorcalcioromeïta. Va deixar de ser una espècie vàlida segons l'associació mineralògica internacional després d'una revisió l'any 2010, per passar a ser un grup de minerals. Pertany a la classe dels òxids, i dins d'aquesta al supergrup piroclor. Va ser anomenada així l'any 1841 per Augustin Alexis Damour en honor del cristal·lògraf francès Jean-Baptiste Louis Romé de L'Isle (1736-1770), considerat "pare de la cristal·lografia".

## Grup romeïta
El grup romeïta està integrat per sis minerals.
| Espècie              | Fórmula                    |
| -------------------- | -------------------------- |
| Cuproromeïta         | Cu₂Sb₂(O,OH)₇              |
| Fluorcalcioromeïta   | (Ca,Na)₂Sb5+₂O₆(F,OH)      |
| Fluornatroromeïta    | (Na,Ca)₂Sb₂(O,OH)₆F        |
| Hidroxicalcioromeïta | (Ca,Sb3+)₂(Sb5+,Ti)₂O₆(OH) |
| Oxicalcioromeïta     | Cu₂Sb₂O₇                   |
| Oxiplumboromeïta     | Pb₂Sb₂O₇                   |